# Turkiet i olympiska sommarspelen 2004
Turkiet i olympiska sommarspelen 2004 bestod av 65 idrottare som blivit uttagna av Turkiets olympiska kommitté.

## Medaljörer
| Medalj | Namn               | Sport         | Gren                                    |
| ------ | ------------------ | ------------- | --------------------------------------- |
| 1      | Nurcan Taylan      | Tyngdlyftning | Damernas 48 kg                          |
| 1      | Halil Mutlu        | Tyngdlyftning | Herrarnas 56 kg                         |
| 1      | Taner Sağır        | Tyngdlyftning | Herrarnas 77 kg                         |
| 2      | Atagün Yalçınkaya  | Boxning       | Lätt flugvikt                           |
| 2      | Şeref Eroğlu       | Brottning     | Herrarnas lättvikt grekisk-romersk stil |
| 2      | Bahri Tanrıkulu    | Taekwondo     | Herrarnas 80 kg                         |
| 3      | Mehmet Özal        | Brottning     | Herrarnas tungvikt grekisk-romersk stil |
| 3      | Aydın Polatçı      | Brottning     | Herrarnas supertungvikt fristil         |
| 3      | Sedat Artuç        | Tyngdlyftning | Herrarnas 56 kg                         |
| 3      | Reyhan Arabacıoğlu | Tyngdlyftning | Herrarnas 77 kg                         |

## Boxning
Lätt flugvikt
- Atagun Yalcinkaya
  - Sextondelsfinal: Besegrade Jolly Katongole från Uganda (22 - 7)
  - Åttondelsfinal: Besegrade Jeyhun Abiyev från Azerbajdzjan (23 - 20)
  - Kvartsfinal: Besegrade Alfonso Pinto från Italien (33 - 24)
  - Semifinal: Besegrade Sergej Kazakov från Ryssland (26 - 20)
  - Final: Förlorade mot Yan Bhartelemy Varela från Kuba (16 - 21) (Silver)

Fjädervikt
- Sedat Tasci
  - Sextondelsfinal: Förlorade mot Seok Hwan Jo från Sydkorea (28 - 37)

Lättvikt
- Selcuk Aydin
  - Sextondelsfinal: Förlorade mot Dimitar Stilianov från Bulgarien (11 - 20)

Lätt weltervikt
- Mustafa Karagollu
  - Sextondelsfinal: Besegrade Vijendra från Uzbekistan (25 - 20)
  - Åttondelsfinal: Förlorade mot Ionuţ Gheorghe från Rumänien (19 - 28)

Weltervikt
- Bulent Ulusoy
  - Sextondelsfinal: Besegrade Ellis Chibuye från Zambia (45 - 32)
  - Åttondelsfinal: Förlorade mot Sherzod Husanov från Uzbekistan (9 - 23)

Mellanvikt
- Serdar Ustune
  - Sextondelsfinal: Förlorade mot Sherzod Abdurahmonov från Uzbekistan (16 - 34)

Lätt tungvikt
- Ihsan Yildirim Tarhan
  - Sextondelsfinal: Besegrade Soulan Pownceby från Nya Zeeland (outscored; omgång 3, 1:23)
  - Åttondelsfinal: Besegrade Shumenov Beibut från Kazakstan (27 - 19)
  - Kvartsfinal: Förlorade mot Oʻtkirbek Haydarov från Uzbekistan (11 - 16)

Tungvikt
- Ertugrul Ergezen
  - Åttondelsfinal: Klarade inte medicinsk undersökning, WD

## Brottning
Fristil, herrar 55 kg
- Harun Dogan
  - Pool 7
    - Förlorade mot Martin Berberyan från Armenien (3 - 5; 6:42)
    - Förlorade mot Amiran Karntanov från Grekland (0 - 10; 2:49)
    - Förlorade mot O Song-Nam från Nordkorea (injury default)

  - 4th in pool, gick inte vidare (3 TP, 1 CP, 20:a totalt)

Fristil, herrar 60 kg
- Tevfik Odabasi
  - Pool 2
    - Förlorade mot Mourad Oymakhanov från Ryssland (2 - 5)
    - Förlorade mot Guivi Sissaouri från Kanada (4 - 5)

  - 3:a i poolen, gick inte vidare (6 TP, 2 CP, 15:a totalt)

Fristil, herrar 66 kg
- Omer Cubukci
  - Pool 5
    - Besegrade Stefan Fernyak från Slovakien (5 - 1)
    - Besegrade Gabor Hatos från Ungern (3 - 1; 6:47)

  - 1:a i poolen, Kvalificerad (8 TP, 6 CP)
  - Kvartsfinal: Förlorade mot Makach Murtazliev från  Ryssland (0 - 6) (7:a totalt)

Fristil, herrar 84 kg
- Gokhan Yavaser
  - Pool 5
    - Förlorade mot Taras Danko från Ukraina (0 - 6)
    - Besegrade Mamed Agaev från Armenien (DisKvalificerad)

  - 2:a i poolen, gick inte vidare (0 TP, 4 CP, 15:a totalt)

Fristil, herrar 96 kg
- Fatih Cakiroglu
  - Pool 6
    - Besegrade Enkhtuya Tuvshintur från Mognoliet (Fall; 3:15)
    - Förlorade mot Aleksandr Shemarov från Vitryssland (1 - 3)

  - 2:a i poolen, gick inte vidare (5 TP, 5 CP, 9:a totalt)

Fristil, herrar 120 kg
- Aydin Polatci
  - Pool 4
    - Besegrade Rares Daniel Chintoan från Romania (10 - 0; 3:19)
    - Besegrade Sven Thiele från Rumänien (5 - 1)

  - 1:a i poolen, Kvalificerad (15 TP, 7 CP)
  - Kvartsfinal: Besegrade Alexis Rodriguez från Kuba (3 - 1; 6:16)
  - Semifinal: Förlorade mot Artur Taymazov från Uzbekistan (0 - 3; 6:14)
  - Bronsmatch: Besegrade Marid Mutalimov från Kazahstan (3 - 1; 6:12) (Brons)

Grekisk-romersk stil, herrar 55 kg
- Ercan Yildiz
  - Pool 3
    - Förlorade mot Irakli Chochua från Georgien (1 - 4)
    - Besegrade Svajunas Adomaitis från Litauen (3 - 1; 6:29)

  - 2:a i poolen, gick inte vidare (4 TP, 4 CP, 12:a totalt)

Grekisk-romersk stil, herrar 60 kg
- Seref Tufenk
  - Pool 7
    - Besegrade Ali Ashkani från Iran (3 - 1)
    - Besegrade Christos Gkikas från Grekland (5 - 0)
    - Förlorade mot Roberto Monzon från Kuba (0 - 5)

  - 2:a i poolen, gick inte vidare (8 TP, 6 CP, 8:a totalt)

Grekisk-romersk stil, herrar 66 kg
- Şeref Eroğlu
  - Pool 5
    - Besegrade Luis Fernando Izquierdo från Colombia (10 - 0; 2:14)
    - Besegrade Manuchar Kvirkelia från Georgien (11 - 1)
    - Besegrade Armen Vardanyan från Ukraina (5 - 0)

  - 1:a i poolen, Kvalificerad (26 TP, 11 CP)
  - Kvartsfinal: Bye
    -       - Semifinal: Besegrade Mkkhitar Manukhyan från Kazakstan (Fall; 5:12)

  - Final: Förlorade mot Farid Mansurov från  Azerbajdzjan (3 - 4) (Silver)

Grekisk-romersk stil, herrar 84 kg
- Hamza Yerlikaya
  - Pool 5
    - Besegrade Oleksandr Daragan från Ukraina (4 - 1)
    - Besegrade Vladislav Metodiev från Bulgarien (Injury default; 2:52)
    - Besegrade Tarvi Thomberg från Estland (3 - 0)

  - 1:a i poolen, Kvalificerad (12 TP, 10 CP)
  - Kvartsfinal: Bye
    -       - Semifinal: Förlorade mot Ara Abrahamian från  Sverige (0 - 3)

  - Bronsmatch: Förlorade mot Viacheslau Makaranka från Vitryssland (1 - 2; 9:00)

Grekisk-romersk stil, herrar 96 kg
- Mehmet Özal
  - Pool 5
    - Besegrade Aleksey Cheglakov från Uzbekistan (3 - 0)
    - Besegrade Igors Kostins från Lettland (4 - 0)

  - 1:a i poolen, Kvalificerad (7 TP, 6 CP)
  - Kvartsfinal: Besegrade Ernesto Pena från Kuba (4 - 1; 7:27)
  - Semifinal: Förlorade mot Karem Ibrahim från Egypten (0 - 11; 1:09)
  - Bronsmatch: Besegrade Masoud Hashemzadeh från Iran (Disqualification) (Bronze Medal)

Grekisk-romersk stil, herrar 120 kg
- Yekta Yilmaz Gul
  - Pool 4
    - Besegrade Yuriy Yevseychyk från Israel (3 - 0)
    - Förlorade mot Mijail Lopez från Kuba (0 - 3)

  - 2:a i poolen, gick inte vidare (3 TP, 3 CP, 1:a totalt)

## Bågskytte
Herrarnas individuella
- Hasan Orbay
  - Rankningsomgång: 647 poäng (34:a totalt)
  - 32-delsfinal: Förlorade mot (31) Laurence Godfrey från Storbritannien (155 - 157)

Damernas individuella
- Natalia Nasaridze
  - Rankningsomgång: 639 poäng (16:a totalt)
  - 32-delsfinal: Förlorade mot (49) Mari Piuva från Finland (133 - 136)

- Zekiye Keskin Satir
  - Rankningsomgång: 631 poäng (25:a totalt)
  - 32-delsfinal: Besegrade (40) Wiebke Nulle från Tyskland (135 (10) - 135 (7))
  - Sextondelsfinal: Förlorade mot (8) Evangelia Psarra från Grekland (161 - 163)

- Damla Gunay
  - Rankningsomgång: 620 poäng (42:a totalt)
  - 32-delsfinal: Förlorade mot (23) Anja Hitzler från Tyskland (152 - 163)

Damernas lagtävling
- Damla Gunay, Zekiye Keskin Satir, och Natalia Nasaridze
  - Rankningsomgång: 1890 (47 10s, 7:a totalt)
  - Åttondelsfinal: Förlorade mot (10) Ukraina (234 - 244)

## Friidrott
Herrar
Bana, maraton och gång
| Idrottare            | Gren      | Heat     | Heat      | Kvartsfinal | Kvartsfinal      | Semifinal        | Semifinal        | Final            | Final            |    |
| Idrottare            | Gren      | Resultat | Placering | Resultat    | Placering        | Resultat         | Placering        | Resultat         | Placering        |    |
| -------------------- | --------- | -------- | --------- | ----------- | ---------------- | ---------------- | ---------------- | ---------------- | ---------------- | -- |
| Selahattin Çobanoğlu | 800 meter | 6        | 1:47.83   | 6           | Gick inte vidare | Gick inte vidare | Gick inte vidare | Gick inte vidare | Gick inte vidare | 46 |

Fältgrenar och tiokamp
| Idrottare           | Gren           | Kval           | Kval           | Final            | Final            |
| Idrottare           | Gren           | Resultat       | Placering      | Resultat         | Placering        |
| ------------------- | -------------- | -------------- | -------------- | ---------------- | ---------------- |
| Ercüment Olgundeniz | Diskuskastning | 58.17          | 26             | Gick inte vidare | Gick inte vidare |
| Eşref Apak          | Släggkastning  | 76.74          | 9 Q            | 79.51            | 2                |
| Berk Tuna           | Tresteg        | Ingen notering | Ingen notering | Gick inte vidare | Gick inte vidare |

Damer
Bana, maraton och gång
| Idrottare         | Gren              | Heat     | Heat      | Kvartsfinal | Kvartsfinal      | Semifinal        | Semifinal        | Final            | Final            |    |
| Idrottare         | Gren              | Resultat | Placering | Resultat    | Placering        | Resultat         | Placering        | Resultat         | Placering        |    |
| ----------------- | ----------------- | -------- | --------- | ----------- | ---------------- | ---------------- | ---------------- | ---------------- | ---------------- | -- |
| Binnaz Uslu       | 800 meter         | 5        | 2:03.46   | 6           | Gick inte vidare | Gick inte vidare | Gick inte vidare | Gick inte vidare | Gick inte vidare | 22 |
| Elvan Abeylegesse | 1 500 meter       | 1        | 4:06.42   | 5 Q         | 1                | 4:07.10          | 4 Q              | 4:00.67          | 8                | 8  |
| Elvan Abeylegesse | 5 000 meter       | 2        | 14:54.80  | 2 Q         |                  |                  |                  | 15:12.64         | 15               | 15 |
| Tezeta Sürekli    | 5 000 meter       | 1        | 15:26.64  | 10          |                  |                  |                  | Gick inte vidare | Gick inte vidare | 19 |
| Ebru Kavaklıoğlu  | 5 000 meter       | 1        | 15:52.39  | 14          |                  |                  |                  | Gick inte vidare | Gick inte vidare | 30 |
| Lale Öztürk       | Maraton           |          |           |             |                  |                  |                  | Fullföljde inte  | Fullföljde inte  | –  |
| Yeliz Ay          | 20 kilometer gång |          |           |             |                  |                  |                  | 1:36:02          | 33               | 33 |

Fältgrenar och sjukamp
| Idrottare              | Gren        | Kval     | Kval      | Final            | Final            |
| Idrottare              | Gren        | Resultat | Placering | Resultat         | Placering        |
| ---------------------- | ----------- | -------- | --------- | ---------------- | ---------------- |
| Candeğer Kılınçer Oğuz | Höjdhopp    | 1.89     | 18        | Gick inte vidare | Gick inte vidare |
| Filiz Kadoğan          | Kulstötning | 15.20    | 33        | Gick inte vidare | Gick inte vidare |

Kombinerade grenar – Sjukamp
| Idrottare            | Gren    | 100H      | HJ       | SP        | 200 m     | LJ            | JT            | 800 m         | Final | Placering |
| -------------------- | ------- | --------- | -------- | --------- | --------- | ------------- | ------------- | ------------- | ----- | --------- |
| Anzhela Atroshchenko | Sjukamp | 14.10 964 | 1.64 783 | 12.29 680 | 25.11 877 | Startade inte | Startade inte | Startade inte | DNF   | –         |

## Judo
Herrarnas halv lättvikt (-66 kg)
- Bektas Demirel
  - Sextondelsfinal: Besegrade Larbi Benboudaoud från Frankrike (Tani-otoshi; ippon - 2:52)
  - Åttondelsfinal: Förlorade mot Georgi Georgiev från Bulgarien (Kata-guruma; ippon - 4:25) (gick vidare till återkval)
  - Första återkvalsomgången: Förlorade mot David Margoshvili från Georgien (Morote-gari; waza-ari)

Herrarnas tungvikt (+100 kg)
- Selim Tataroglu
  - Sextondelsfinal: Besegrade Lasha Gujejiani från Georgien (Tai-otoshi; ippon - 3:22)
  - Åttondelsfinal: Förlorade mot Seyed Mahmoudreza Miran från Iran (Hansuko-make; 4 shidos - 3:28) (gick vidare till återkval)
  - Första återkvalsomgången: Besegrade Joel Brutus från Haiti (Hansuko-make; 4 shidos - 2:18)
  - Andra återkvalsomgången: Besegrade Semir Pepic från Australien (Ouchi-gari; waza-ari)
  - Tredje återkvalsomgången: Förlorade mot Indrek Pertelson från Estland (Yoko-guruma; w'ari ippon - 4:37)

Herrarnas extra lättvikt (-48 kg)
- Nese Sensoy
  - Sextondelsfinal: Besegrade Ri Kyong-Ok från Nordkorea (Harai-makikomi; waza-ari)
  - Åttondelsfinal: Förlorade mot Ye Gue-Rin från Sydkorea (straffpoäng; 2 shidos)

## Segling
Herrar
| Seglare                         | Gren      | Lopp | Lopp | Lopp | Lopp | Lopp | Lopp | Lopp | Lopp | Lopp | Lopp | Lopp | Summerad poäng | Finalplacering |
| Seglare                         | Gren      | 1    | 2    | 3    | 4    | 5    | 6    | 7    | 8    | 9    | 10   | M*   | Summerad poäng | Finalplacering |
| ------------------------------- | --------- | ---- | ---- | ---- | ---- | ---- | ---- | ---- | ---- | ---- | ---- | ---- | -------------- | -------------- |
| Ertuğrul İçingir                | Mistral   | 7    | 17   | 8    | 6    | 4    | 16   | 3    | OCS  | 19   | 12   | 13   | 105            | 11             |
| Ali Enver Adakan                | Finnjolle | 2    | 15   | 8    | 10   | 22   | 11   | 10   | 21   | 16   | 24   | 9    | 124            | 16             |
| Selim Kakış Hasan Kaan Özgönenç | 470       | 25   | 18   | 15   | 24   | 25   | 6    | DSQ  | 24   | 19   | 5    | 13   | 174            | 24             |

M = Medaljlopp; EL = Eliminerad – gick inte vidare till medaljloppet;
Öppen
| Seglare        | Gren  | Lopp | Lopp | Lopp | Lopp | Lopp | Lopp | Lopp | Lopp | Lopp | Lopp | Lopp | Summerad poäng | Finalplacering |
| Seglare        | Gren  | 1    | 2    | 3    | 4    | 5    | 6    | 7    | 8    | 9    | 10   | M*   | Summerad poäng | Finalplacering |
| -------------- | ----- | ---- | ---- | ---- | ---- | ---- | ---- | ---- | ---- | ---- | ---- | ---- | -------------- | -------------- |
| Kemal Muslubaş | Laser | 11   | 20   | 18   | OCS  | 28   | 31   | 16   | 35   | 26   | 28   | DNF  | 256            | 33             |

M = Medaljlopp; EL = Eliminerad – gick inte vidare till medaljloppet;

## Taekwondo
| Idrottare       | Gren             | Åttondelsfinaler        | Kvartsfinaler        | Semifinaer              | Återkval             | Bronsmatch           | Final                | Final     |
| Idrottare       | Gren             | Motståndare Resultat    | Motståndare Resultat | Motståndare Resultat    | Motståndare Resultat | Motståndare Resultat | Motståndare Resultat | Placering |
| --------------- | ---------------- | ----------------------- | -------------------- | ----------------------- | -------------------- | -------------------- | -------------------- | --------- |
| Bahri Tanrıkulu | Herrarnas −80 kg | Geisler (PHI) W 9–9 SUP | Hamdouni (TUN) W 6–4 | Ahmadov (AZE) W 6–6 SUP | Bye                  | Bye                  | López (USA) L 0–3    | 2         |